# Guitarra alta de once cuerdas

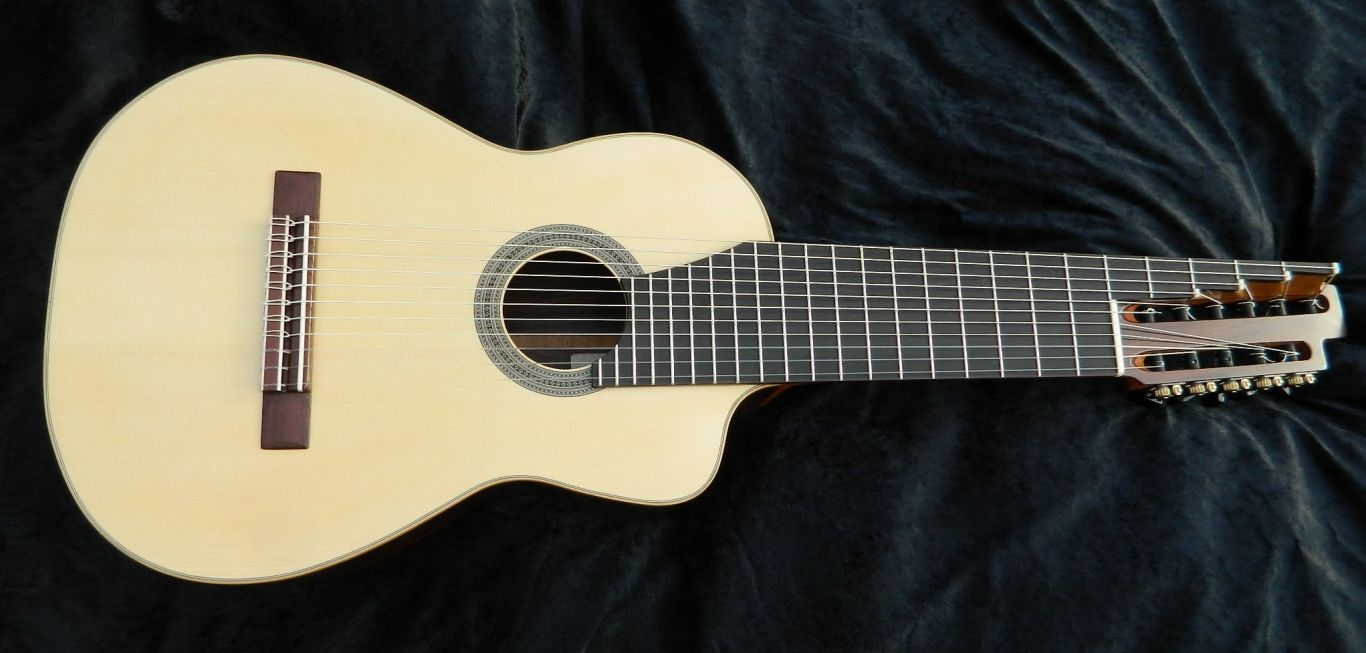
Guitarra alta de 11 cuerdas

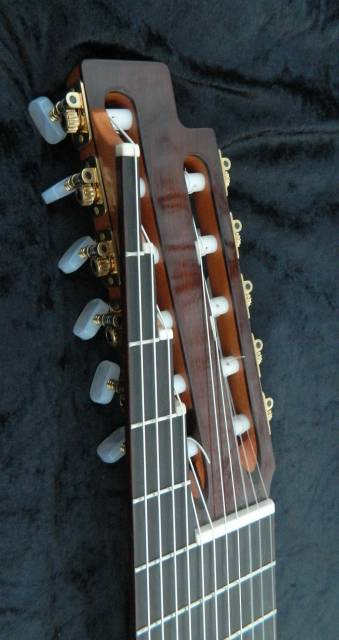
Clavijero de guitarra alta de 11 cuerdas

La guitarra alta de once cuerdas (también conocida como altgitarr, archguitar, o guitarra de Bolin) es una guitarra clásica multicuerda desarrollada por el luthier sueco Georg Bolin en la década de 1960
Los instrumentos originales de Bolin son raros y valiosos. La guitarra alta de Bolin generalmente tiene once cuerdas, aunque también construyó una versión de trece cuerdas.
La guitarra alta de 11 cuerdas es una guitarra clásica multicuerda, lo que generalmente se refiere a guitarras clásicas con más de seis cuerdas. Las guitarras clásicas con cuerdas extra pueden tener de siete a trece o más cuerdas. Sin embargo, la de 11 cuerdas es la más útil para interpretar música de laúd, particularmente Bach y Weiss. Las primeras seis cuerdas se afinan en los mismos intervalos que la guitarra clásica normal, por lo que el intérprete puede tocar en esas cuerdas con la digitación convencional 
En Estados Unidos, el luthier Walter Stanul fabrica instrumentos de concierto que tienen de 11 a 13 cuerdas llamados Archguitar. El diseño y la forma del cuerpo de esta guitarra es similar a la vihuela, por lo que es bastante diferente del diseño de Bolin.

## Historia
Georg Bolin construyó por primera vez una guitarra de 11 cuerdas en colaboración con el guitarrista sueco Per-Olof Johnson en la década de 1960. Johnson es el maestro de un conocido guitarrista, Göran Söllscher, quien hizo famoso este instrumento por su amplio uso de la guitarra de 11 cuerdas de Bolin.
Johnson era aficionado a la música de laúd, pero dado que la diferencia en la técnica de interpretación entre la guitarra y el laúd es significativa, buscaba una manera de tocar el laúd usando la técnica de la guitarra. Así que el  diseño estaba específicamente enfocado a poder tocar música de laúd renacentista directamente desde tablaturas originales utilizando la misma técnica que en la guitarra.
El diseño introdujo dos elementos principales. El primero era proporcionar la afinación convencional  del laúd, subiendo las primeras seis cuerdas una tercera menor  (de ahí el nombre "guitarra alta"). Esto es equivalente a poner una cejilla en el tercer traste de una guitarra normal. El segundo elemento fue añadir cinco cuerdas extra para las notas graves.

## Afinación
La afinación típica de guitarra alta de 11 cuerdas es (de cuerdas bajas a altas): Sib1 Do2 Re2 Mib2 Fa2 Sol2 Do3 Fa3 Sib3 Re4 Sol4 ( Bb1 C2 D2 Eb2 F2 G2 C3 F3 Bb3 D4 G4 en notación anglosajona)

## Fabricantes
Los luthiers actuales que fabrican guitarras altas de 11 cuerdas se localizan principalmente en Suecia, incluyendo a Heikki Rousu y Roger Strömberg. En Suiza, Ermanno Chiavi es conocido por su guitarra de 13 cuerdas construida para Anders Miolin, aunque también fabrica guitarras de 11 cuerdas. Cabe señalar que la guitarra de Chiavi tiene la longitud de escala de una guitarra clásica normal, 650 mm, y está afinada de la misma manera que la guitarra clásica, por lo que técnicamente no es una guitarra "alta". En Japón, Yoshimitsu Hoshino fabricó en la década de 1980 guitarras de 11 cuerdas con las mismas especificaciones que el diseño de Bolin. Actualmente ya no las fabrica.
Algunos de los guitarristas que utilizan este instrumento son:
- Göran Söllscher
- Peder Riis
- Paulo Martelli
- Kozo Kanatani
- John Butler
- Andreas Koch